# Railforum
Railforum is een Nederlandse vereniging waarbij 200 bedrijven en organisaties aangesloten zijn die waarde hechten aan het maatschappelijk belang van het railvervoer voor zowel personen als goederen. Railforum brengt verladers, vervoerders, bouwers, adviesbureaus en overheden samen om kennis en ervaringen uit te wisselen. Daarnaast zijn er rond de 35 organisatie aangesloten als "Partner in Kennis". Sinds 2002 zijn de jonge professionals binnen Railforum georganiseerd onder de naam Jonge Veranderaars. Ze organiseren bijeenkomsten om onderlinge kennisuitwisseling te versterken. Daarbij worden geregeld de leden van Railforum uitgenodigd.

## Oprichting
Railforum is in april 1992 opgericht door vertegenwoordigers van een aantal bedrijven en organisaties, waaronder ProRail, het Ministerie van Verkeer en Waterstaat, Nederlandse Spoorwegen, goederen- en personenvervoerders, bouwers e.d. Railforum houdt zich bezig met het railvervoer in Nederland in brede zin. Railforum fungeert als platform voor het uitwisselen van kennis en informatie op het gebied van nationale en internationale railaangelegenheden. 

## Activiteiten
Railforum organiseert bijeenkomsten. Sommige zijn alleen voor leden toegankelijk anderen zijn openbaar. Toonaangevende sprekers verzorgen een inleiding over een actueel rail-onderwerp, waarna ruimte is gereserveerd voor vragen en discussie. Op de website van Railforum worden verslagen gepubliceerd. 
Standpunten worden soms voorbereid in projectgroepen. Hierin wordt de kennis van de leden uit diverse branches gekoppeld om zo tot nieuwe gezichtspunten te komen. De doelstelling is steeds met een specifiek product zoals een nota, aanbevelingen e.d. te komen, dat aanleiding kan zijn tot bespreking in breder verband of als handvat kan dienen voor beleidsmakers.

### Meerjarenplan Lightrail voor Nederland
De planontwikkelingen van lightrailprojecten lopen doorgaans vele jaren. De Jonge Veranderaars namen in 2008 een eerste stap om versnelling in dit proces te krijgen. Zeven lightrailprojecten zijn beoordeeld. Dit via een vragenlijst ingevuld door 75 experts over een aantal punten zoals: urgentie, kosten/baten, bereikbaarheid regio. Hieruit bleek dat de aanleg van de tramverbinding Utrecht Centraal naar De Uithof als eerste moest worden uitgevoerd. Daarna volgt RegioTram Groningen, HOV-as Arnhem-Nijmegen, RijnGouweLijn, Vertramming ZuidTagent, Zwolle-Kampen en de lijn Maastricht-Hasselt.
| rangschikking | type                  | lijn                     | status |
| ------------- | --------------------- | ------------------------ | --- |
| 1             | sneltram              | Uithoflijn               | geopend in december 2019                                                                                  |
| 2             | sneltram of tram      | RegioTram Groningen      | afgevoerd (eind 2012)                                                                                     |
| 3             | sneltram of tram      | HOV-as Arnhem-Nijmegen   | afgevoerd, vervangen door HOV-bus (eind 2013)                                                             |
| 4             | sneltram of tramtrein | RijnGouweLijn            | afgevoerd, vervangen door HOV-bus                                                                         |
| 5             | sneltram of tram      | Vertramming Zuid-Tangent | uitgesteld tot 2030 of later                                                                              |
| 6             | sneltram              | Zwolle-Kampen            | afgevoerd, de spoorlijn is geëlektrificeerd, er rijden vanaf eind 2017 FLIRTs als onderdeel van Blauwnet. |
| 7             | tramtrein             | Maastricht-Hasselt       | afgevoerd door Vlaamse regering in 2022, dubbelgelede bus (trambus) als alternatief voorgesteld.          |